# جدوعة شمالية
جدوعة شمالية قرية سورية تتبع ناحية الحمراء في منطقة مركز حماة في محافظة حماة. بلغ عدد سكانها 737 نسمة في عام 2004 حسب إحصاء المكتب المركزي للإحصاء.

## وصلات خارجية
- الوحدات الإدارية في محافظة حماة نسخة محفوظة 18 أبريل 2019 على موقع واي باك مشين.